# Bretterwandbach (Isel)
Der Bretterwandbach ist ein Bach in der Gemeinde Prägraten am Großvenediger (Bezirk Lienz). Er entspringt an der Südseite des Wallhornkamms und mündet bei Sankt Andrä linksseitig in die Isel.

## Verlauf
Der Bretterwandbach entspringt an der Südflanke des Vorderen Sajatkopfes unterhalb der Wiesen der Sajatmähder bzw. westlich der Dorfmähder. Er speist sich aus zwei Quellbächen, die nur rund 250 Meter voneinander entspringen und sich kurz nach dem Eintritt ins Virgental vereinigen. Nach der Vereinigung fließt der Bretterwandbach durch Wiesen dem Ortszentrum der Gemeinde Prägraten zu. Er erreicht östlich des Bauernhof Dorfer das besiedelte Gebiet und fließt in  der Folge entlang einer Straße, die von Nordwesten nach Südosten durch das Ortszentrum verläuft und die Klosterkapelle sowie das Gemeindezentrum passiert. Nach dem Gemeindezentrum unterquert der Bretterwandbach den Iselweg (Virgentalstraße) und mündet kurz darauf linksseitig in die Isel. 
Der Bretterwandbach liegt zwischen dem Einzugsgebiet des Zopsenbachs im Westen und des Timmelbachs im Osten.